# Alesón
Alesón is een gemeente in de Spaanse provincie en regio La Rioja met een oppervlakte van 6,49 km². Alesón telt 115 inwoners (1 januari 2016).

## Demografische ontwikkeling

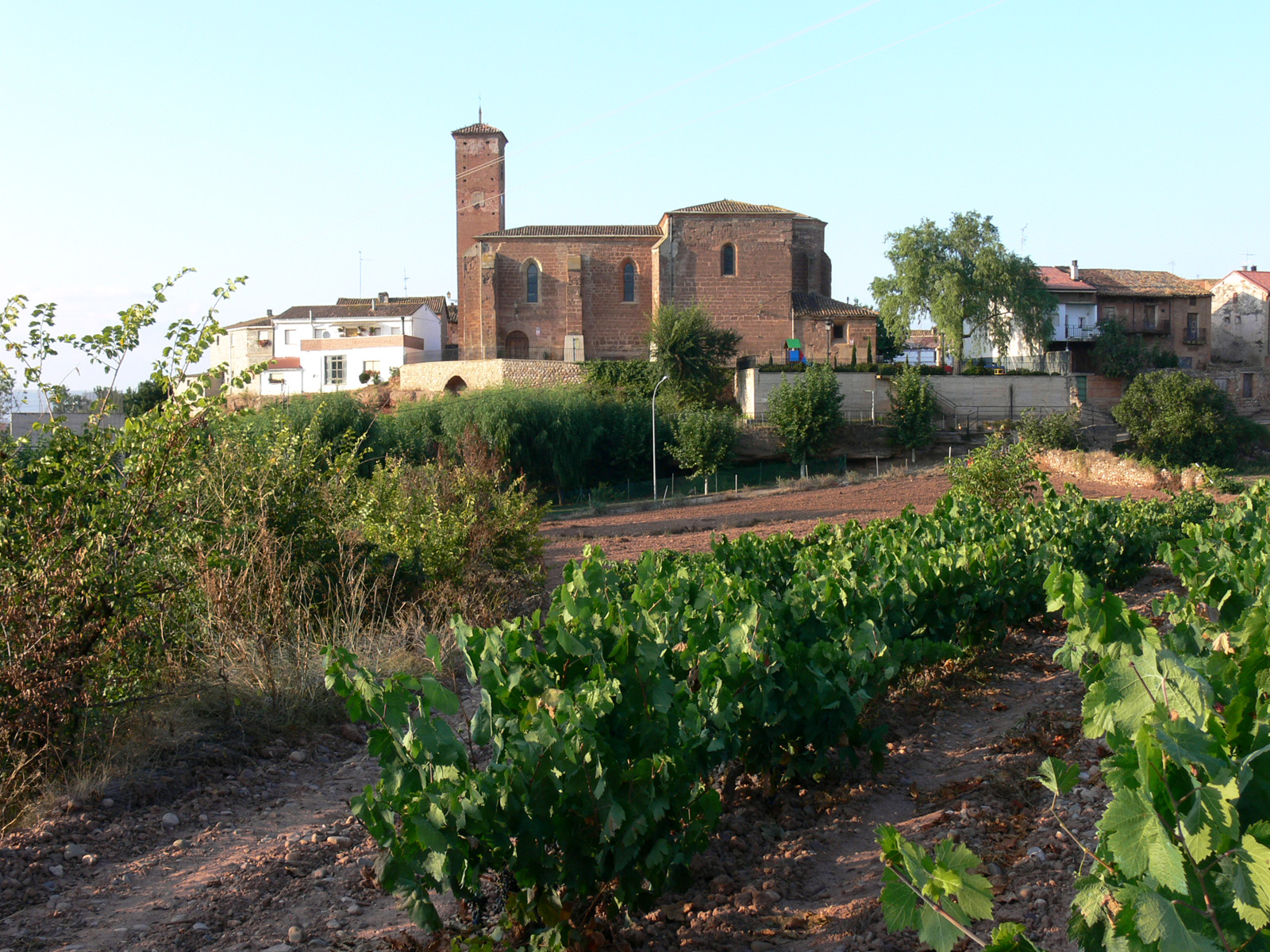
Alesón

Bron: INE, 1857-2011: volkstellingen